# Kaszowo pod Miliczem
Kaszowo pod Miliczem – część wsi Kaszowo w Polsce położona w województwie dolnośląskim, w powiecie milickim, w gminie Milicz.
W latach 1975–1998 miejscowość administracyjnie należała do województwa wrocławskiego.